# Dionisio de Halicarnaso

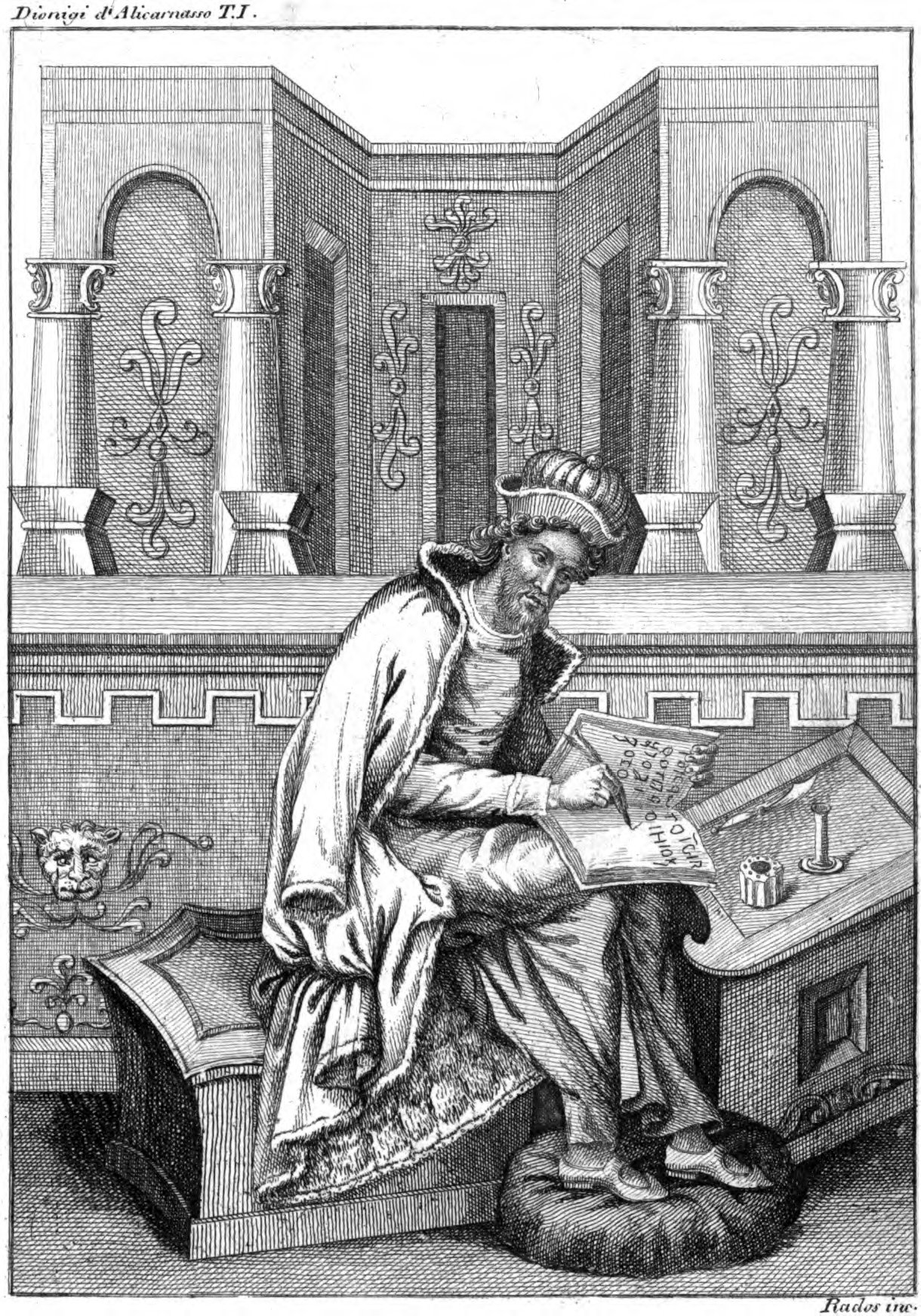
Dionisio de Halicarnaso según un grabado obtenido a partir del códice ambrosiano de las Antigüedades romanas.

Dionisio de Halicarnaso (en griego antiguo: Διονύσιος ὁ Ἁλικαρνασσεύς, Dionúsios Halikarnasseús; en latín: Dionysius Halicarnasseus) (Halicarnaso, c. 60 a. C.-Roma, 7 a. C.) fue un historiador, crítico literario y profesor de retórica de origen griego que vivió en Roma en la época de Augusto. Es conocido principalmente por ser el autor de las Antigüedades romanas, una obra histórica sobre el origen de Roma que ha llegado parcialmente hasta la actualidad.

## Biografía
Dionisio nació en Halicarnaso entre los años 60 y 55 a. C. Su padre se llamó Alejandro. Fue profesor de retórica en Roma, adonde llegó en torno al año 30 a. C. y donde se relacionó con personajes distinguidos de la sociedad como Quinto Elio Tuberón. La fecha de su muerte es desconocida, pero se dice que hubiera muerto poco después del 7 a. C., año de la publicación de sus Antigüedades, sin duda en la ciudad de Roma, donde transcurrió sus últimos años.

## Obra
Antigüedades romanas

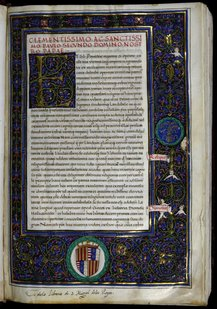
Dionysii Halicarnasei originum sive Antiquitatum romanarum, 1481.

Su principal trabajo, titulado Antigüedades romanas (Ῥωμαική ἀρχαιολογία, Rhōmaikḕ arkhaiología), abarca la historia de Roma desde el período mítico hasta el comienzo de la primera guerra púnica.
La obra fue dividida en veinte libros, de los cuales los primeros nueve permanecen enteros, el décimo y undécimo están casi completos y los restantes están incompletos, aunque han pervivido los extractos de Constantino Porfirogéneta y un epítome o resumen descubierto por Angelo Mai en un manuscrito de Milán. Los tres primeros libros de Apiano y las vidas de Camilo y Coriolano de Plutarco abarcan mucho del trabajo de Dionisio.
Su principal objetivo fue reconciliar a los griegos con el gobierno del Imperio romano, resaltando las cualidades de sus conquistadores. De acuerdo con él, la historia es una filosofía que se enseña con ejemplos, idea que tomó siguiendo el punto de vista de los retóricos griegos. Cuidadosamente consultó las mejores fuentes y su trabajo y el de Tito Livio son los únicos que detallan la historia romana temprana.
El libro I tiene un extenso prólogo donde justifica y explica el objetivo de la obra: cubre un vacío y es de carácter didáctico, polémico y de acción de gracias. Es el propósito de Dionisio enseñar a sus compatriotas griegos el carácter de la fundación de Roma y los motivos de su gran expansión. Nuestro autor considera que las etapas de fundación y de monarquía fueron claves de todo el desarrollo posterior, y estas no fueron suficientemente expuestas y estudiadas por otros historiadores; de hecho, el título de la obra Ῥωμαική ἀρχαιολογία hace pensar en los textos griegos que trataban sobre los orígenes fundacionales de los pueblos. Dionisio enfatiza los orígenes griegos de Roma; es más, es el mérito —y no la Fortuna— lo que otorgó la hegemonía a los romanos. Pero el historiador explica su éxito por el hecho de que ellos habían perfeccionado la herencia griega en lo militar, lo político y lo cívico. 
Las fuentes de Dionisio son la analística romana (sobre todo la del siglo I a. C.), Jerónimo de Cardia, Polibio, Timeo y Varrón, entre otros.
Otros escritos
Dionisio es también el autor de varios tratados de retórica, en los cuales demuestra haber estudiado a fondo los mejores modelos áticos: 
- Arte de la retórica (Τέχνη ῥητορική), que es más bien una colección de ensayos de teoría retórica, incompleto.
- Arreglo de las palabras (Περὶ Συνθήσεως ᾿Ονομάτων). Trata sobre la combinación de las palabras según los distintos estilos de oratoria.
- Sobre la imitación (Περὶ Μιμήσεως), un trabajo fragmentario que versa sobre los mejores modelos en los diferentes tipos de literatura, y las maneras pertinentes de imitarlos.
- Comentarios sobre los oradores áticos (Περὶ τῶν ᾿Αττικῶν ῾Ρητόρων), en el cual únicamente trata de Lisias, Iseo, Isócrates y Dinarco.
- El estilo admirable de Demóstenes (Περὶ λεκτικῆς Δημοσθένους δεινότητος).
- Sobre el carácter de Tucídides (Περὶ Θουκιδίδου χαρακτῆρος), una detallada pero, en conjunto, injusta descripción del famoso historiador griego.

Los dos últimos tratados poseen como suplemento tres Cartas, una a Cneo Pompeyo Magno y dos a Ameo.

## Estilo
Su prosa es aticista, teñida de clasicismo; los preceptos retóricos que él mismo expone pretende aplicarlos en su Arqueología por medio de la imitación de sus modelos preferidos (Lisias, Isócrates y Demóstenes). Como Isócrates, evita el hiato y compone una prosa periódica; de Demóstenes toma las metáforas atrevidas. Además confiere al género de la historia el tono retórico y placentero que despreciaba Polibio (su antimodelo).
Utiliza el presente histórico y abunda en el uso del optativo y en la atracción del relativo, también hace un uso clasicista de los modos y los tiempos. El léxico, como es corriente en el helenismo, combina palabras del lenguaje corriente con las de la lengua poética. Como carecía de vocabulario técnico, en su obra retórica utiliza «nombres metafóricos»; finalmente, lo distingue el uso de la amplificación adjetival (lo que le confiere un tono ampuloso y perifrástico).

## Ediciones
- Dionisio de Halicarnaso. Historia antigua de Roma. Obra completa. Editorial Gredos. Madrid.

1. Volumen I: libros I-III. 1984. ISBN 978-84-249-0950-5.
2. Volumen II: libros IV-VI. 1984. ISBN 978-84-249-0951-2.
3. Volumen III: libros VII-IX. 1989. ISBN 978-84-249-1377-9.
4. Volumen IV: libros X-XI y fragmentos de los libros XII-XX. 1988. ISBN 978-84-249-1368-7.

- – (2001). Sobre la composición literaria; Sobre Dinarco; Primera carta a Ameo; Carta a Pompeyo Gémino; Segunda carta a Ameo. Editorial Gredos. Madrid. ISBN 978-84-249-2290-0.
- – (2005). Tratados de crítica literaria: Sobre los oradores antiguos; Sobre Lisias; Sobre Isócrates; Sobre Iseo; Sobre Demóstenes; Sobre Tucídides; Sobre la imitación. Editorial Gredos. Madrid. ISBN 978-84-249-2759-2.